# Monkey Town (Santa Lucía)
Monkey Town es una localidad de Santa Lucía, que forma parte del distrito de Castries.

## Toponimia
La localidad también es conocida por el nombre de Monkey Town/Ciceron.